# IHeartMedia
iHeartmedia Inc. (precedentemente CC Media Holdings, Inc.) è un'azienda statunitense con sede a San Antonio, Texas. Il 16 settembre 2014, CC Media Holdings è stata rinominato come iHeartMedia, Inc., mentre Clear Channel Communications è diventata iHeartCommunications, Inc.
L'azienda possiede più di 850 stazioni radio AM e FM negli Stati Uniti, il che la rende il più grande proprietario di stazioni radio della nazione. Inoltre, la società ha ampliato la propria presenza grazie alla piattaforma iHeartRadio. iHeartMedia Inc. è specializzata anche in pubblicità attraverso la Clear Channel Outdoor Inc.

## Storia
Clear Channel Communications (attualmente iHeartCommunications) acquisì la sua prima stazione FM a San Antonio nel 1972. 
Nel 1997 Clear Channel spostò poi questa stazione quando acquisì un'azienda chiamata Eller Media.
Nel 1998 fece la sua prima mossa al di fuori degli Stati Uniti con l'acquisizione, condotta da Roger Party, della società di pubblicità esterna leader nel Regno Unito. Negli anni Clear Channel ha continuato a comprare molte altre stazioni radiofoniche ed aziende di tutto il mondo, tanto da essere poi rinominata Clear Channel International ed una quota del 51% è oggi posseduta dalla cinese Clear Media Ltd.
Nel 1999, la società ha acquisito la Jacor Communications, una società radiofonica con sede a Cincinnati, in Ohio.
Nel 2005 la Clear Channel Communications si è divisa in tre società distinte: Clear Channel Communications è una emittente radiofonica, Clear Channel Outdoor è specializzata nella pubblicità e Live Nation è attiva nel settore degli eventi dal vivo. La famiglia Mays ha mantenuto il controllo di tutte e tre le società e ricopre ruoli dirigenziali chiave in ciascuna di esse (con Mark Mays come CEO dei settori radio e pubblicità e Randall Mays come presidente di Live Nation).
All'inizio del 2010 è stato annunciato che la società era sull'orlo della bancarotta a causa del suo "debito paralizzante".
Dopo 21 anni, Mark Mays si è dimesso da presidente e amministratore delegato di Clear Channel il 23 giugno 2010.

## Acquisizioni

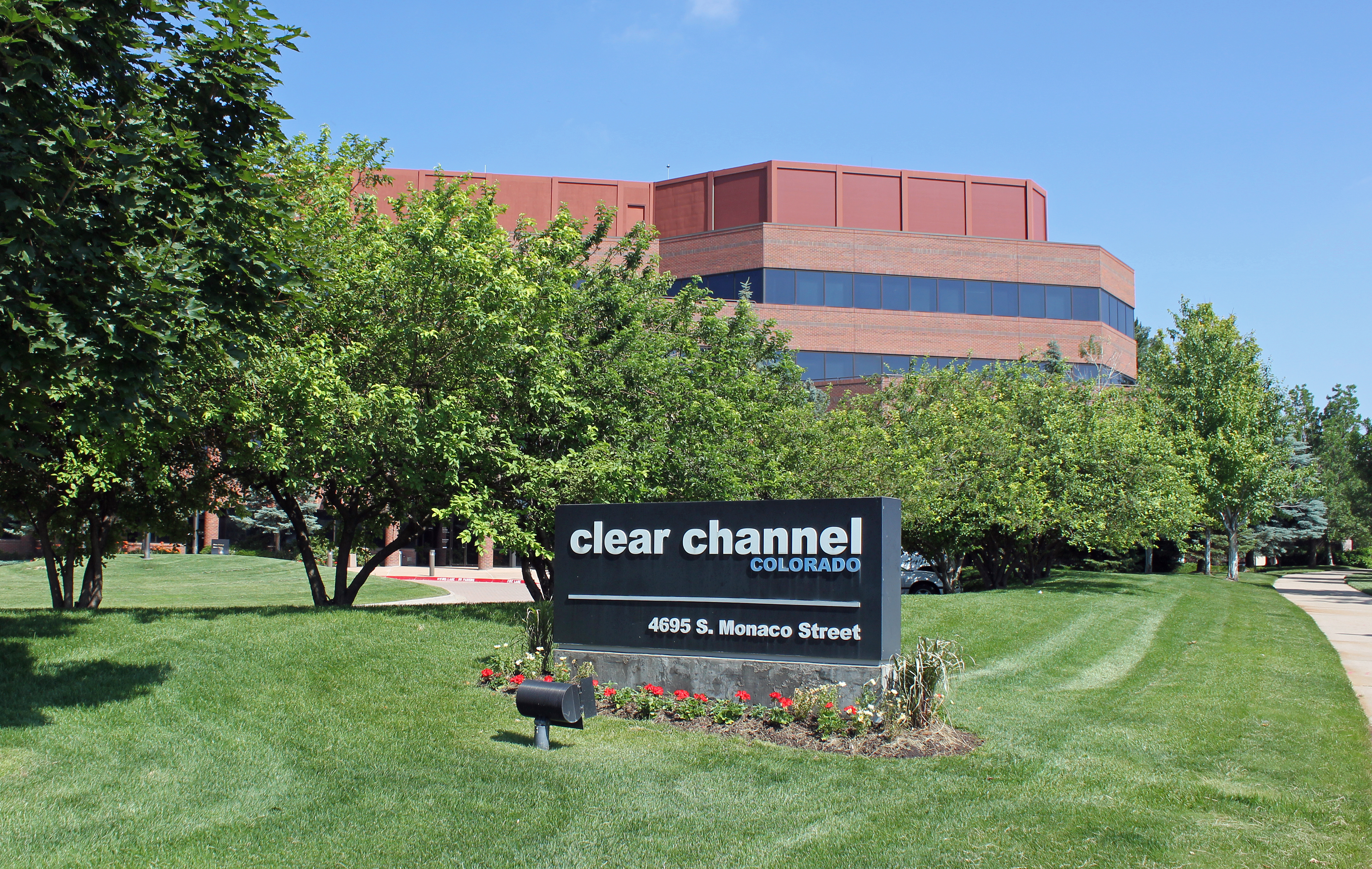
Logo di Clear Channel Communications

Nel corso degli anni iHeartMedia ha acquisito diverse stazioni radio ed aziende:
- The Ackerley Group
- AMFM Inc.
- Apex
- Capstar (also operating under Gulfstar, Southern Star, Pacific Star, and Atlantic Star)
- Chancellor
- Clark Broadcasting
- Dame Media
- Eastern Radio Assets
- Jacor
- Quad City
- Roberts
- ION Media Networks
- Taylor Broadcasting
- Trumper Communications
- SFX Broadcasting
- US Radio
- Mondosphere Broadcasting
- Citicasters Communications
- XM Satellite Radio (servizio e programmazione d'accordo)
- Metro Networks

## iHeartRadio
iHeartRadio è una piattaforma radio on line di proprietà della iHeartCommunications (precedentemente chiamata Clear Channel Communications), fondata nel 2008 e lanciata tramite il sito iheartmusic.com.

## iHeartCommunications
Clear Channel Communications oggi iHeartCommunications, Inc. è una società specializzata nel settore dei mezzi di comunicazione di massa, dell'intrattenimento out of home e dei servizi informativi per la collettività.
La sua attività include radio e outdoor. Fondata negli Stati Uniti d'America nel 1972 la sua progressiva crescita è stata estremamente rapida, soprattutto grazie all'integrazione di numerose società in vari paesi del mondo.